# Vicenta Real
Vicenta Real Marco (Valencia, 1955) es una pintora española afincada en Estrasburgo, Francia.

## Biografía
Licenciada en la  Facultad de Bellas Artes de Valencia, desde 1978 al 1980 ha sido artista representante de la Ciudad de Valencia en la Casa de Velázquez en Madrid, y posteriormente ha sido artista residente de la Cité internationale des arts de París
En 1988, después de una temporada en diferentes localidades de Andalucía, se muda a Estrasburgo, donde reside desde entonces y donde se le conoce también con el nombre de Vicenta Guillemot, su apellido de casada.
En 2012 ha sido la primera artista contemporánea en exponer en la Catedral de Estrasburgo.

## Obra
La obra de Real ha pasado por diferentes fases, una primera de juventud, influida por la enseñanza muy clásica de la “escuela” valenciana, una segunda cubista, durante su membresía en la Casa de Velazquez en Madrid a finales de los 80, y una tercera que empieza cuando se traslada a Francia, donde su paleta, influida por el clima estrasburgués, se vuelve progresivamente monocromática y sensible a los contraste de colores.   
Vicenta Real ha expuesto tanto en España (Madrid, Valencia, Granada, Cádiz y Segovia) como en Francia (París, Estrasburgo y La Rochelle), Alemania (Kalsruhe y Kehl), Suiza (Zúrich) o Ecuador (Quito) y su obra se encuentra en las colecciones de diferentes instituciones como el Consejo de Europa y numerosas colecciones privadas.